# Cista (bossa)
Cista (en llatí Cista, en grec χίστη) era una petita bossa o cistella, generalment feta de vímet, en què es podia posar qualsevol cosa, a l'antiga Roma. També tenien aquest nom unes determinades urnes de votació que s'usaven als comicis. Encara que sovint es confon amb la sitella, eren dos tipus de bossa diferents.
Cista s'anomenaren també les bosses portades normalment en processó als diversos festivals grecs dedicats a les deïtats Demèter i Dionís, que contenien elements sagrats vinculats al culte d'aquestes deïtats. Tenien una forma oblonga, diferent a les cistes usades com a bossa o urna de votació.